# Kilómetro Diecisiete
Kilómetro Diecisiete är en ort i Mexiko.   Den ligger i kommunen Coyuca de Benítez och delstaten Guerrero, i den södra delen av landet, 290 km söder om huvudstaden Mexico City. Kilómetro Diecisiete ligger 14 meter över havet och antalet invånare är 434.
Terrängen runt Kilómetro Diecisiete är kuperad åt nordost, men åt sydväst är den platt. Havet är nära Kilómetro Diecisiete åt sydväst.  Närmaste större samhälle är Acapulco, 12,6 km sydost om Kilómetro Diecisiete. 